# Église Saint-François-d'Assise de Cracovie
L'église Saint-François-d'Assise (en polonais : Bazylika św. Franciszka z Asyżu) et le monastère franciscain de Cracovie, en Pologne, forment un complexe catholique fondé au XIIIe siècle et situé sur le côté ouest de la place de la Toussaint, dans la vieille ville. Elle a été promue au rang de basilique mineure le 23 février 1920. 
La basilique franciscaine est en possession de la copie certifiée du Suaire de Turin, située dans la chapelle de la Passion.
Le monastère servit de résidence au pape Jean-Paul II lors de ses séjours dans la ville.
Saint Maximilien Kolbe y futmoine en 1919, et y célébra sa messe de prémices.

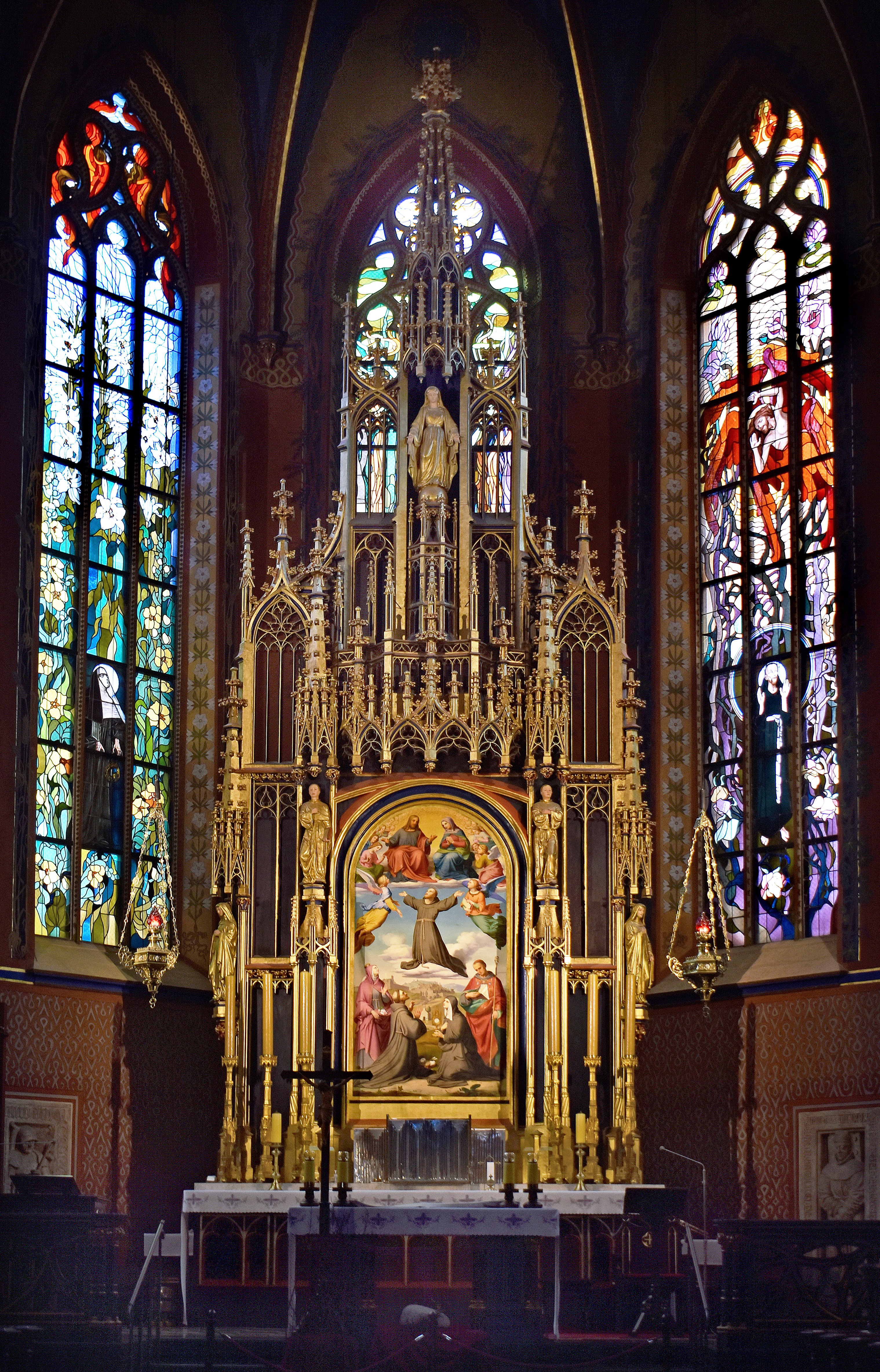
Autel principal.
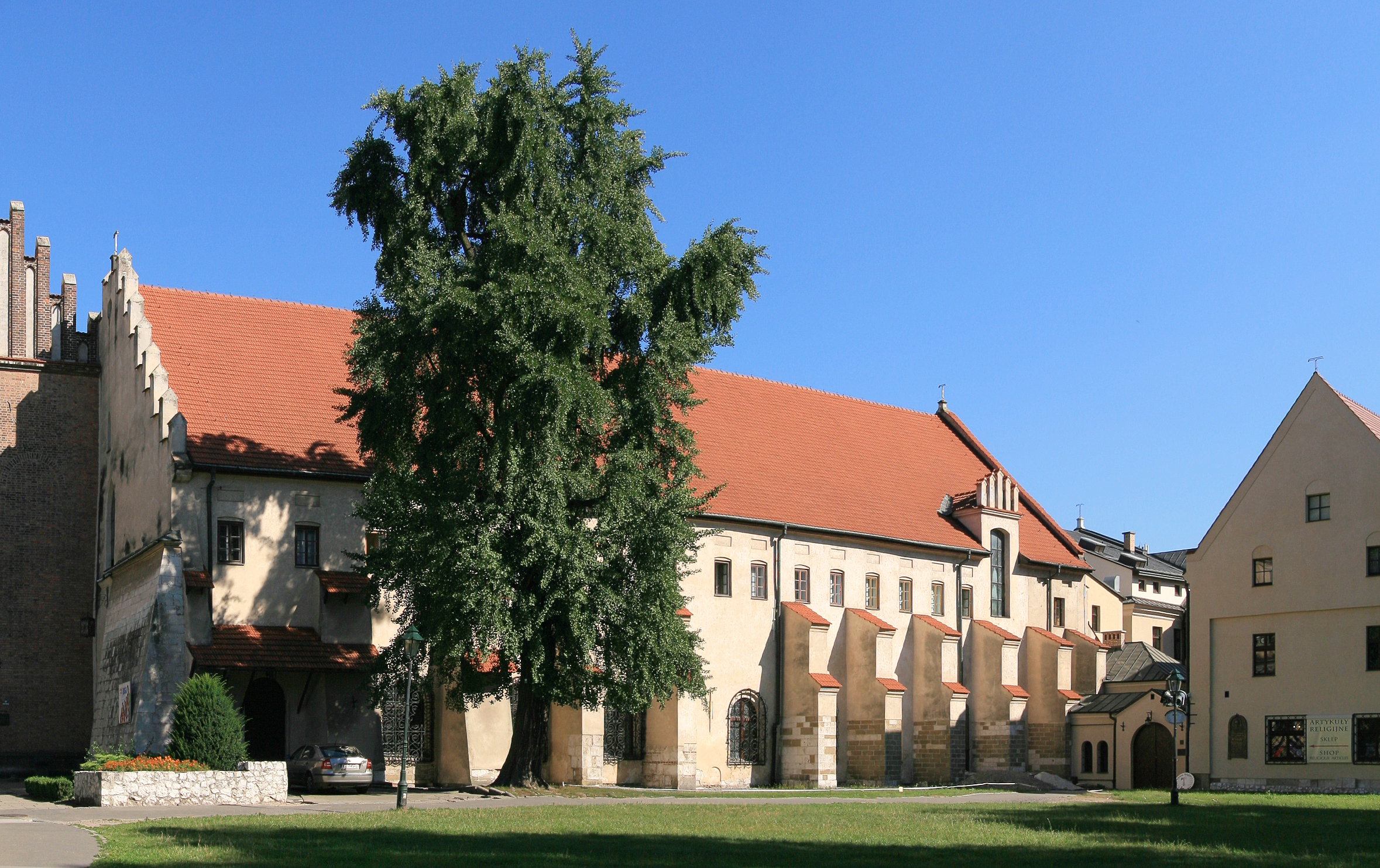
Le monastère.
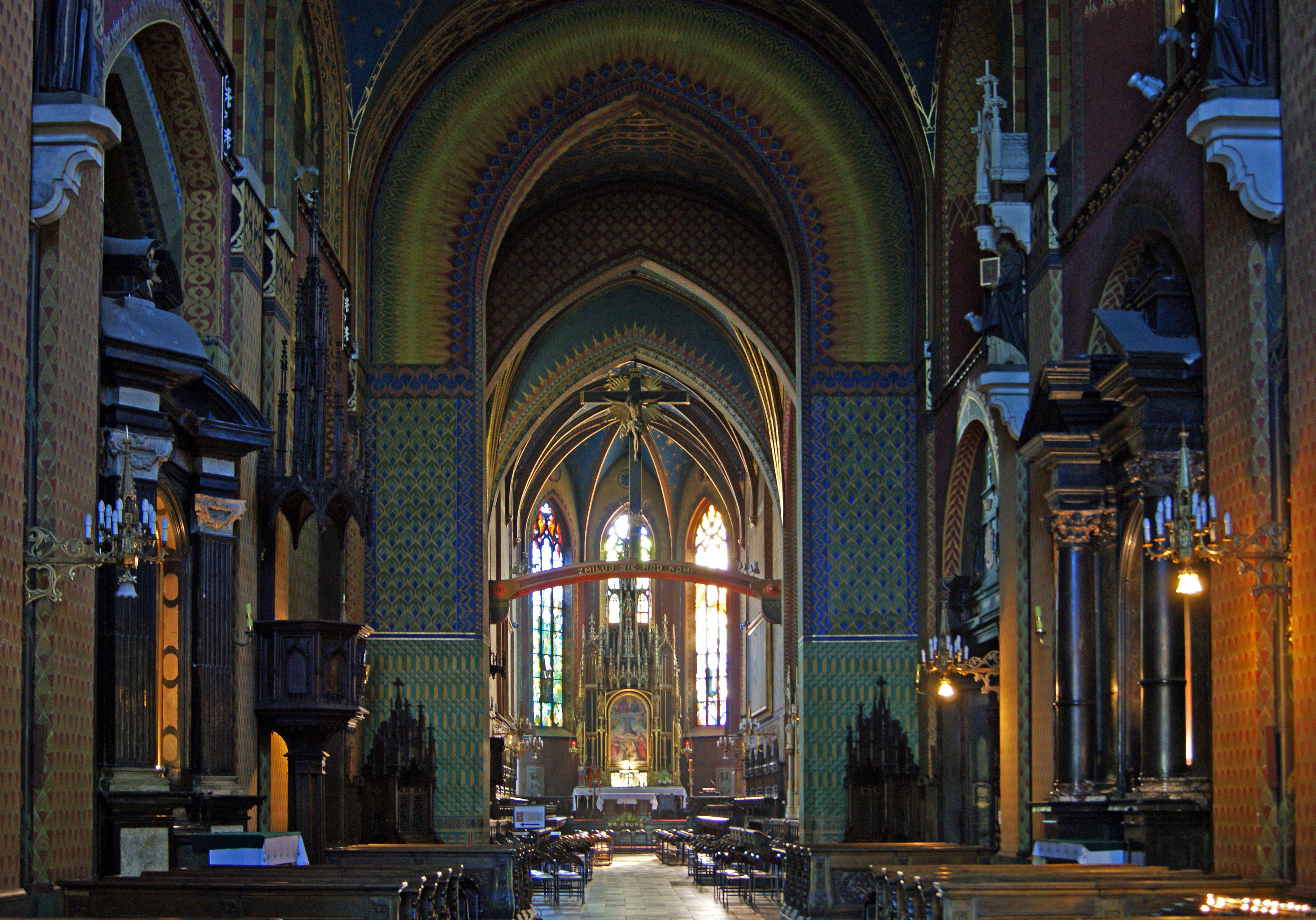
La nef et le chœur.
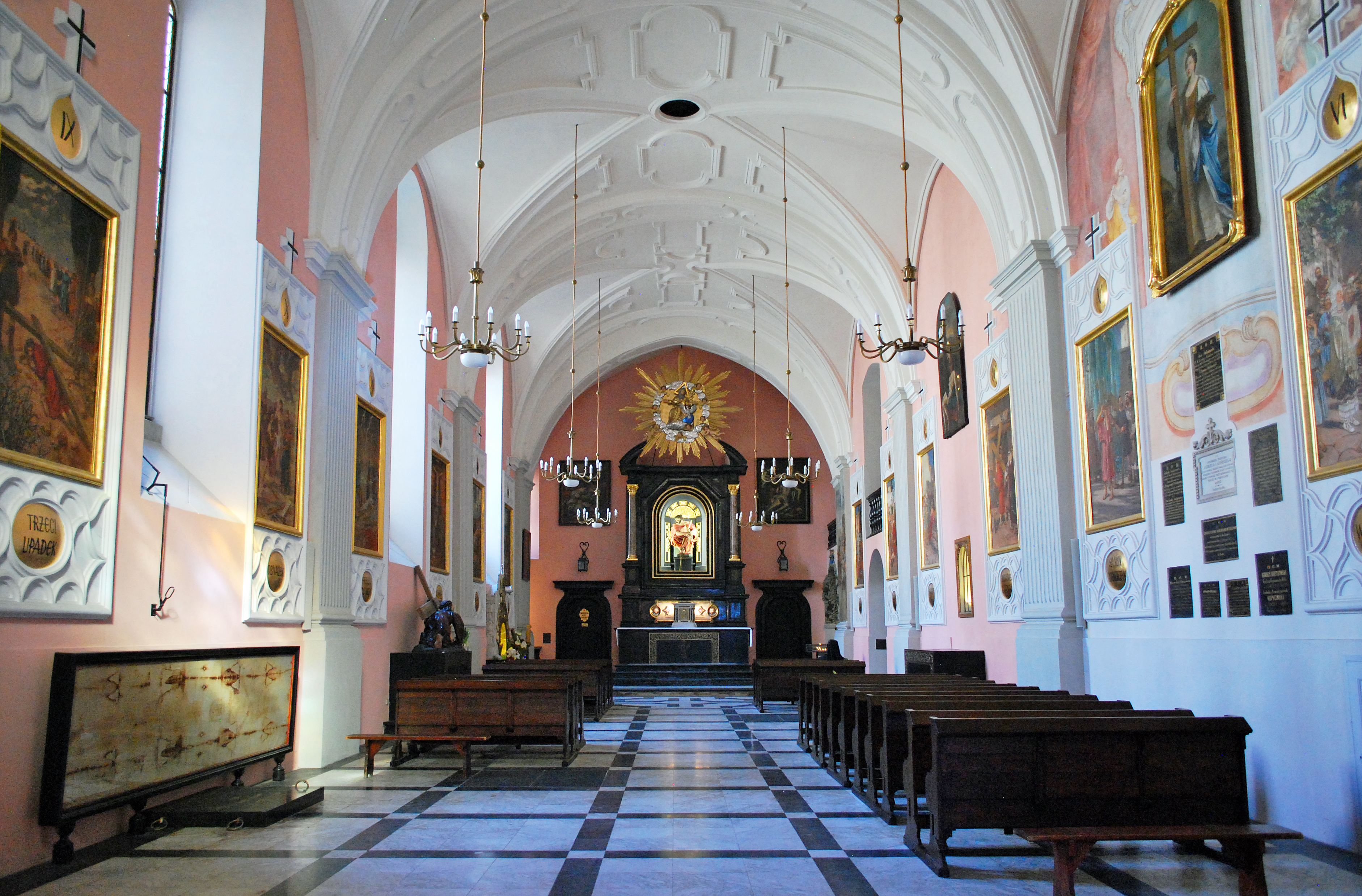
La chapelle de la Passion avec la copie du Linceul de Turin.
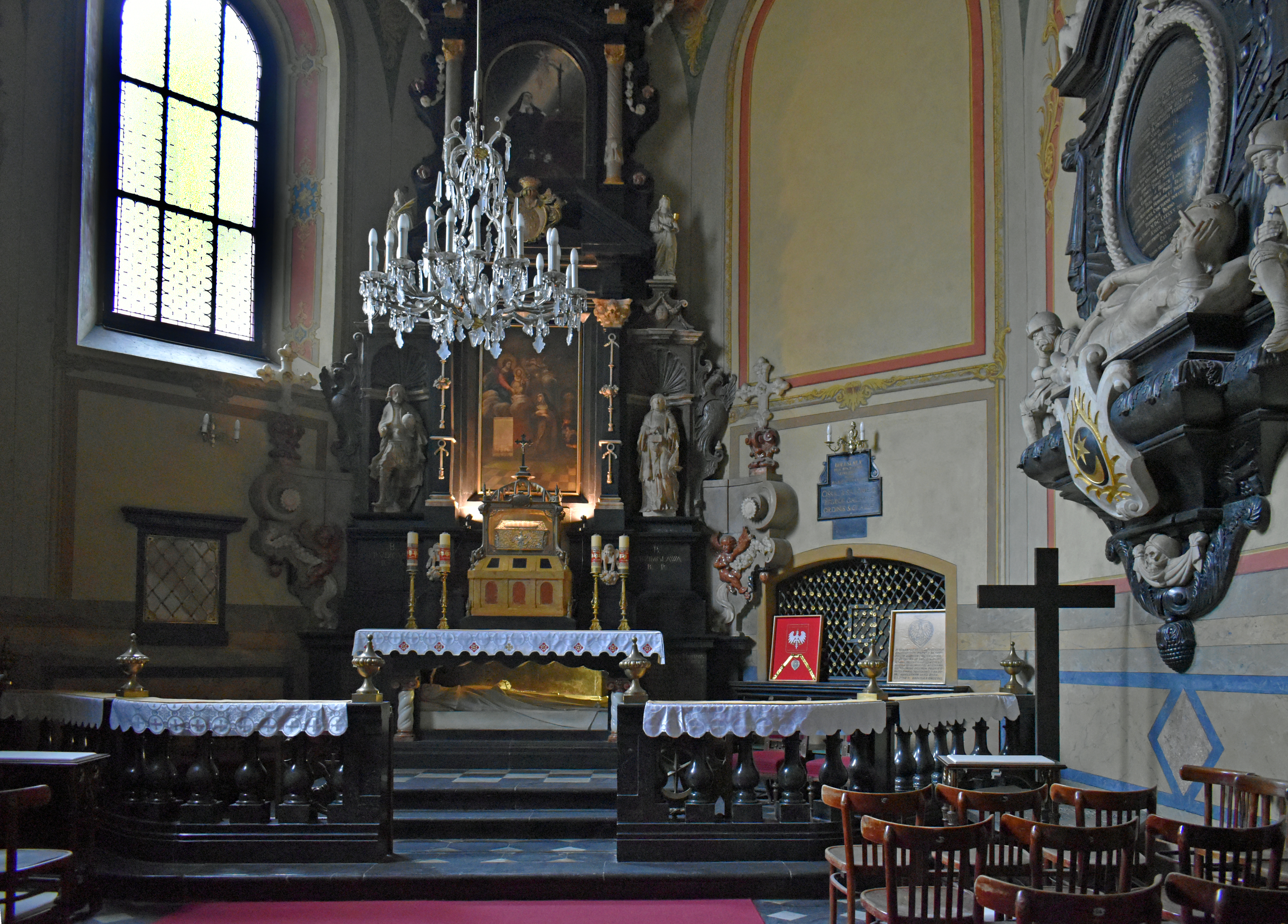
Chapelle de la bienheureuse Saloméa.
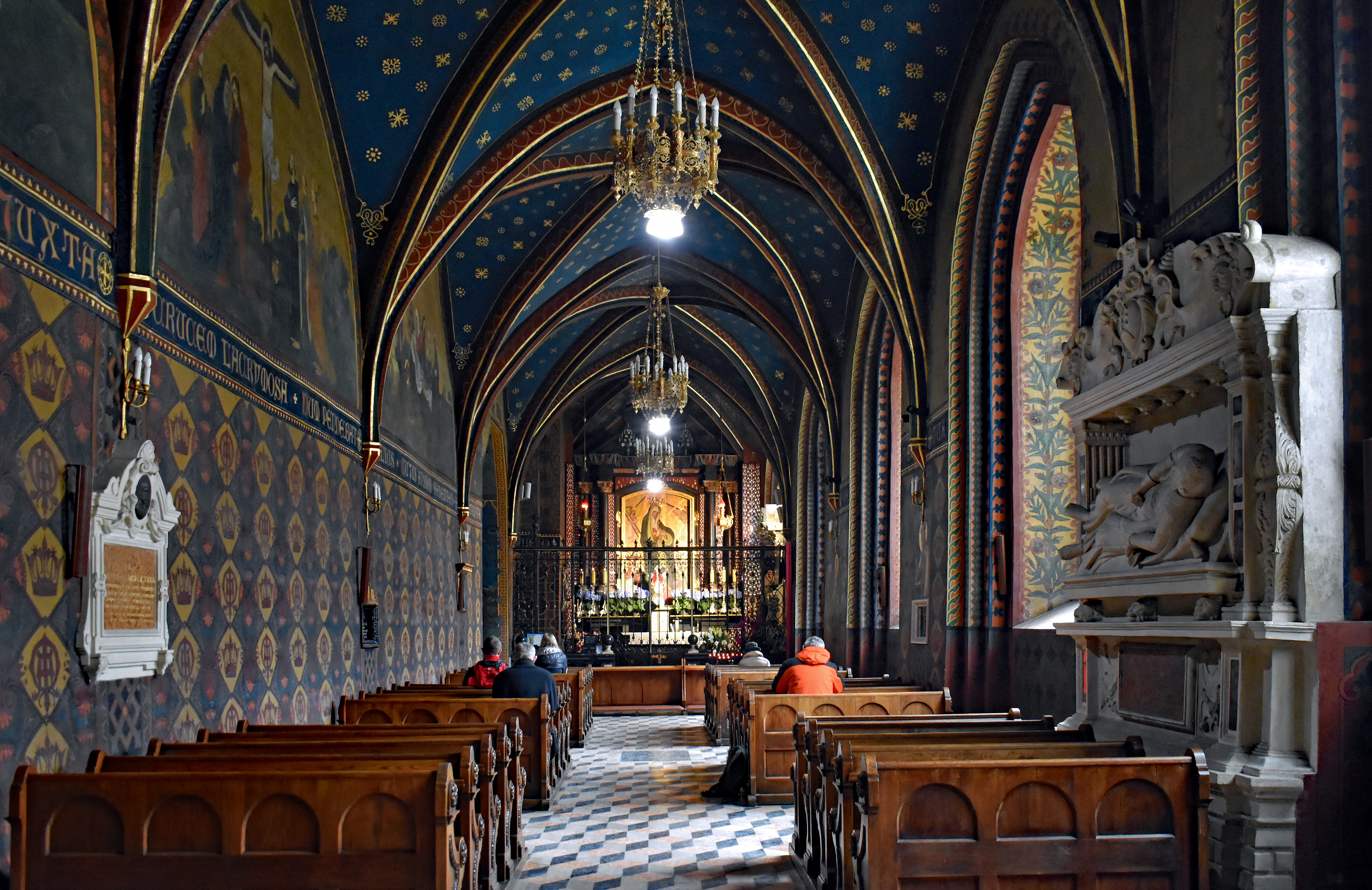
Chapelle de Notre-Dame des Douleurs.
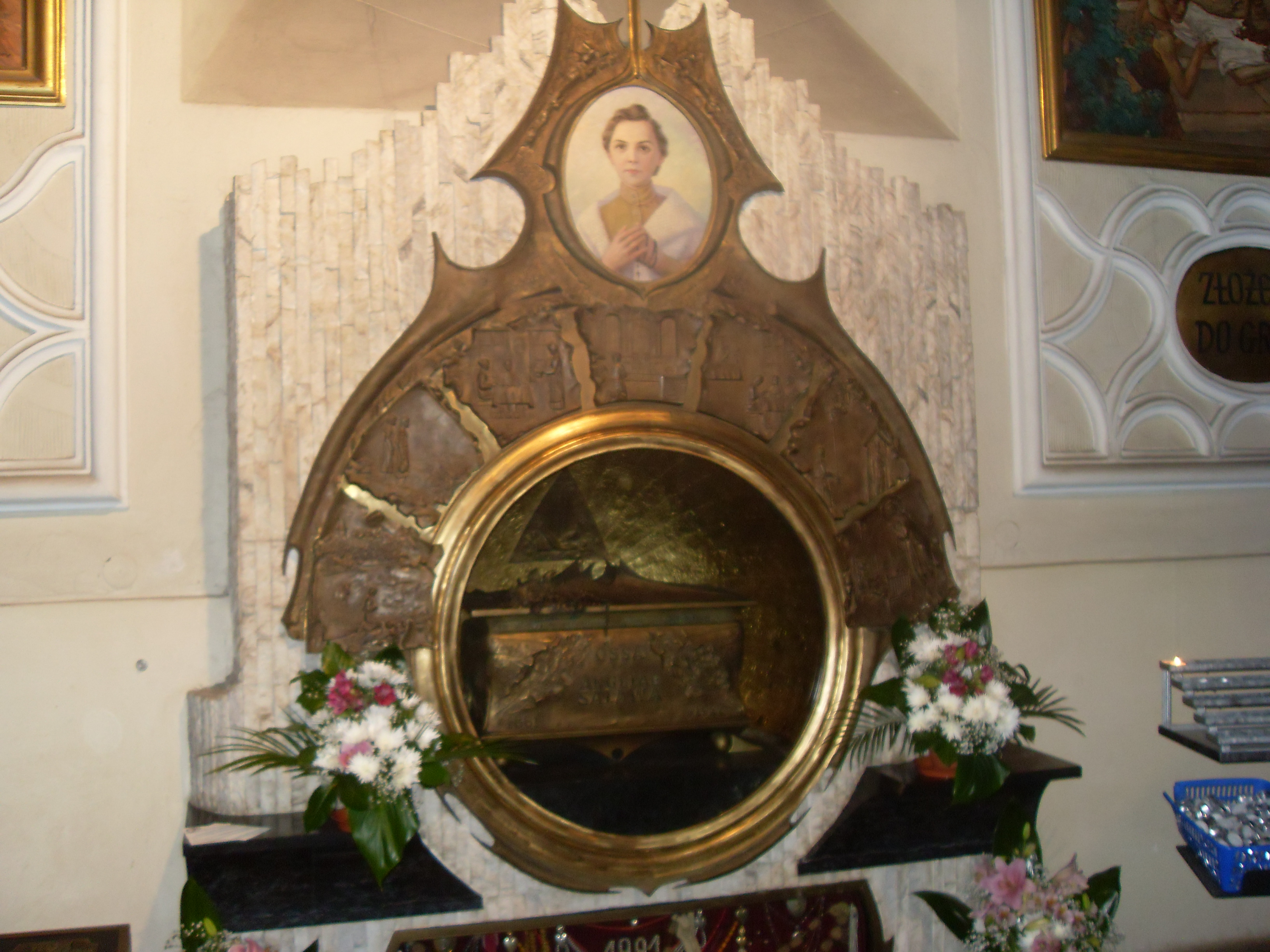
Confessionnal de la bienheureuse Aniela Salawa.
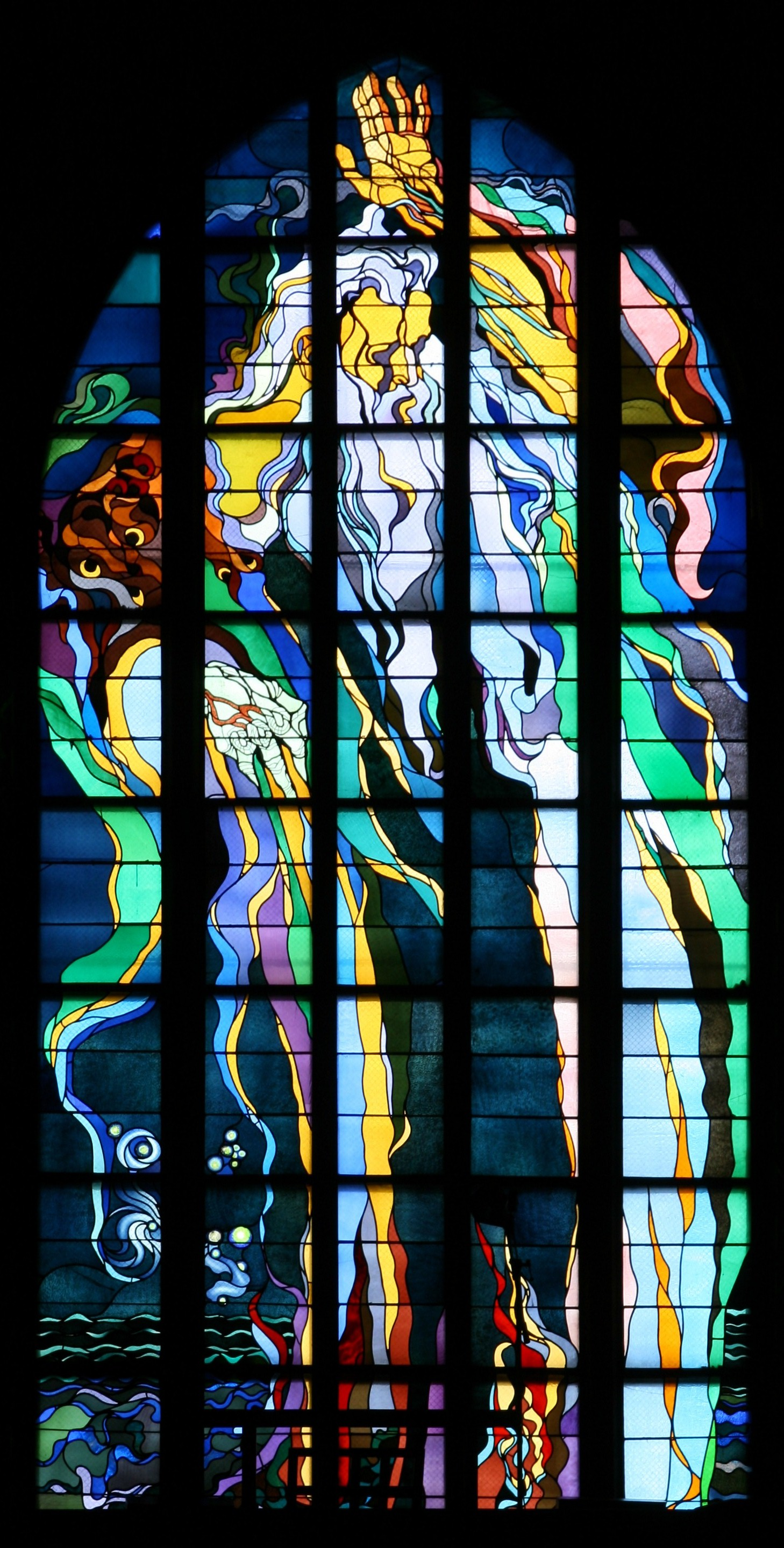
Vitrail Bóg Ojciec de Stanisław Wyspiański.